# Île de Drénec
Ne doit pas être confondu avec île Drenec.
L'île de Drénec (ou Drenec) est une île de l'archipel des Glénan au sud de Fouesnant dans le Finistère. Située au sud de l'île Saint-Nicolas, elle abrite une ancienne ferme restaurée par l'école de voile des Glénans. Propriété du Conservatoire du Littoral, Les Glénans en sont locataires depuis 1952.
L'île de Drénec est évoquée par la chanteuse française Anne Sylvestre dans sa chanson Les Amis d'autrefois parue en 1963.

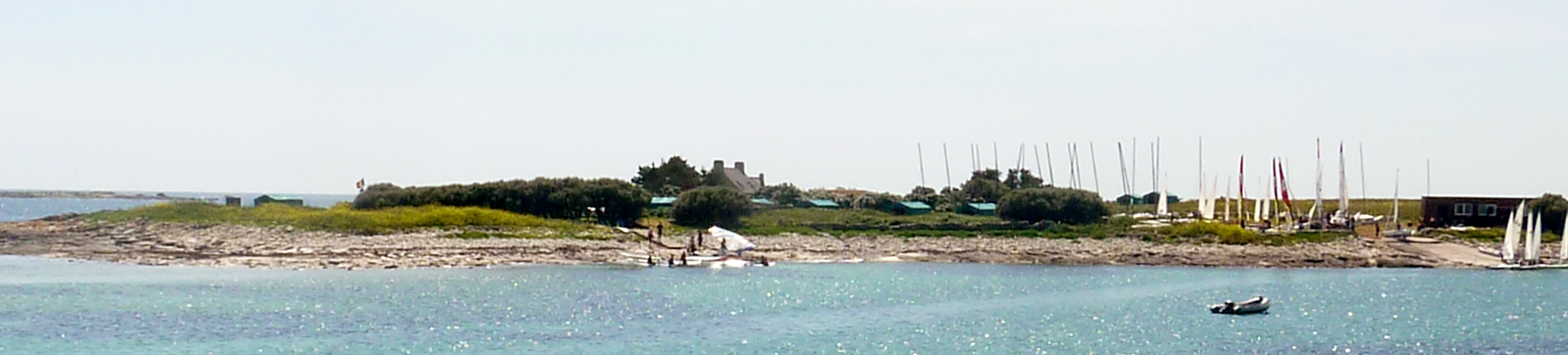
L'île de Drénec.

## Pour approfondir